# Comuna Budo-Bobrîțea, Iemilciîne
Budo-Bobrîțea (în ucraineană Будо-Бобрицька сільська рада) este o comună în raionul Iemilciîne, regiunea Jîtomîr, Ucraina, formată din satele Antonivka, Budo-Bobrîțea (reședința), Huta-Bobrîțka și Sorocen.

## Demografie
Componența lingvistică a comunei Budo-Bobrîțea
     Ucraineană (99,1%)
     Alte limbi (0,9%)
Conform recensământului din 2001, majoritatea populației comunei Budo-Bobrîțea era vorbitoare de ucraineană (99,1%), existând în minoritate și vorbitori de alte limbi.